# 21550 Лавіолет
21550 Лавіолет (21550 Laviolette) — астероїд головного поясу, відкритий 17 серпня 1998 року.
Тіссеранів параметр щодо Юпітера — 3,328.